# Psicologia da nutrição
A psicologia da nutrição é o estudo psicológico da relação entre a ingestão alimentar e diferentes aspetos da saúde psicológica. É um campo aplicado que utiliza uma abordagem interdisciplinar para examinar a influência da dieta na saúde mental. A psicologia nutricional busca entender a relação entre comportamento nutricional, saúde mental e bem-estar geral. É um subcampo da psicologia e mais especificamente da psicologia da saúde, e pode ser aplicado a vários campos relacionados, incluindo psicologia, dietética, nutrição e marketing.
A psicologia da nutrição avalia como a nutrição afeta as funções psicológicas e como as escolhas e o comportamento psicológico influenciam a nutrição e a saúde.

## Descrição
A psicologia nutricional aborda a qualidade da dieta e a sua relação com vários componentes da saúde mental.

## Origens e desenvolvimento
A psicologia da nutrição é um campo que ainda está em estágios iniciais de desenvolvimento. Apesar do crescente interesse e procura pela psicologia nutricional, há uma escassez de estudos de investigação sobre este tópico. A expansão do campo exigirá uma proliferação de investigação revista por pares.
Com a obesidade sendo um problema cada vez maior em muitos países, a psicologia nutricional está a ganhar importância e popularidade na sociedade atual. À medida que cresceu, a psicologia nutricional influenciou direta e indiretamente a investigação sobre dietas, rótulos de alimentos, a forma como os alimentos são comercializados, tecnologia de alimentos, obesidade e a atitude do público em relação aos alimentos, entre outros tópicos.
Algumas investigações discutem a ideia de "modismo alimentar", que é vagamente definido como "a ideia de que se dá muita importância à influência dos alimentos e da dieta na saúde geral e que as alegações, sejam elas boas ou más, são frequentemente exageradas". Acredita-se que esta ideia de que as escolhas alimentares têm consequências extremas esteja profundamente arraigada na cultura, possivelmente decorrente da história de Adão e Eva comendo o fruto proibido.

## Aplicações

### Rótulos de alimentos
Em 1990, a Food and Drug Administration (FDA) exigiu que os rótulos nutricionais fossem colocados em produtos alimentares nos Estados Unidos. A ideia por trás disso era fornecer aos consumidores as informações necessárias para que pudessem tomar decisões informadas sobre os alimentos que compravam. Desde então, psicólogos nutricionais têm investigado como estes rótulos influenciam a maneira como os consumidores escolhem quais alimentos comprar. Estes estudos mostraram resultados mistos quanto aos efeitos da rotulagem nutricional. De acordo com a investigação, o consumidor médio tende a ler os rótulos e levar as informações em consideração, em parte porque as empresas começaram a produzir alimentos com ingredientes mais saudáveis. No entanto, muitos destes potenciais benefícios para a saúde são ofuscados pelo aumento contínuo da obesidade e das mortes relacionadas com a obesidade nos Estados Unidos nas últimas décadas.
Devido à desinformação e ao fácil acesso a alimentos processados e pré-embalados, as pessoas estão mais propensas a escolhê-los em vez de alimentos frescos ou alimentos embalados mais saudáveis. Isto pode levar a doenças relacionadas com a saúde e obesidade. Aqueles que não têm conhecimento sobre nutrição e como ler os rótulos nutricionais correm maior risco de sofrer com isto. Quando informado sobre a rotulagem nutricional, há um impacto na saúde, no peso corporal e na ingestão geral de energia. Muitas empresas alimentícias comercializam os seus produtos alimentícios para fazê-los parecer mais nutritivos do que realmente são, levando as pessoas a acreditarem falsamente que eles são uma opção saudável. Isto pode estar relacionado com a obesidade porque alguns podem estar a ingerir uma grande quantidade de um produto que consideram uma opção saudável. Eles podem fazer isso dando uma aparência específica à embalagem do produto ou colocando palavras enganosas nela. Por exemplo, as pessoas podem ter mais incentivo para comprar um produto se a embalagem for mais bonita, colorida ou tiver fotos. Além disso, alegações falsas podem ser feitas na embalagem, como: feito com ingredientes reais, aumenta a imunidade, não contém xarope de milho rico em frutose ou reduz o colesterol. Na realidade, os alimentos têm ingredientes processados, estas alegações não são verdadeiras e não significam que os outros ingredientes sejam saudáveis. As empresas alimentícias também dirão que os seus produtos têm benefícios nutricionais que outros não têm, apenas para fazer com que os consumidores comprem os seus. Muitas pessoas gostariam de ter mais conhecimento sobre rotulagem nutricional. No entanto, é difícil para alguns quando eles têm que comparar muitos componentes diferentes que não querem, como açúcar, colesterol, sódio ou gordura. É mais fácil para aqueles com conhecimento prévio ou interesse em nutrição determinar os rótulos.

### Marketing
Como em qualquer setor, o marketing desempenha um papel importante na compra e venda de produtos alimentícios. As campanhas de marketing para alimentos e bebidas são cada vez mais comuns hoje em dia e têm um escopo maior do que nunca, dados os recursos que as grandes corporações conseguem usar nas formas de rede social e marketing viral. Alguns investigadores afirmam que o aumento dramático das taxas de obesidade deve-se, pelo menos em parte, ao aumento da comercialização de alimentos nos últimos 30 anos. As novas estratégias de marketing assumiram muitas formas, incluindo a alteração da embalagem dos alimentos ou bebidas em si, a colocação do produto na mídia, anúncios em escolas, maior foco em "refeições de valor" com porções maiores e patrocínios de atletas ou celebridades. Muitos destes métodos aumentam a exposição dos consumidores mais jovens, que, segundo estudos, tendem a ser mais impressionáveis do que os adultos e cujos padrões alimentares na infância podem continuar durante muito tempo na vida adulta. Há apelos para que os anúncios televisivos de comida de plástico sejam proibidos antes das 21h00 para evitar que as crianças os vejam.

### Tecnologia alimentar
Recentemente, a comida tem sido uma fonte de desenvolvimento tecnológico. Psicólogos nutricionais estudaram a perceção do público sobre a tecnologia alimentar, como modificações genéticas ou aditivos que podem prolongar a vida útil dos alimentos, entre outros tópicos. Em geral, as descobertas mostram que o consumidor médio tem mais probabilidade de evitar alimentos afetados pela tecnologia e prefere opções orgânicas e totalmente naturais. Estes efeitos tecnológicos são frequentemente percebidos pelos consumidores como representando riscos para a saúde, mesmo que essas alegações não sejam fundamentadas em factos.

### Dietas da moda
A psicologia nutricional tem muitas aplicações não apenas relacionadas a como e o que as pessoas comem no dia a dia, mas também às maneiras pelas quais e por que elas fazem dieta e exercícios. As dietas da moda são populares na sociedade atual e geralmente influenciam fortemente os ideais dos clientes em potencial sobre como eles devem pesar ou ter uma boa aparência. Estas dietas geralmente incluem uma condição extrema ou restrição na ingestão alimentar específica de uma pessoa que supostamente resultará em perda de peso. As pessoas sentem-se atraídas por estas alegações de perda de peso devido à facilidade potencial com que a perda de peso pode acontecer. Contudo, estas alegações nem sempre são fundamentadas em investigação científica.

### Depressão
A depressão é um transtorno de humor que afeta negativamente os pensamentos, sentimentos e comportamentos das pessoas. Segundo a Associação Psiquiátrica Americana, “1 em cada 6 pessoas será diagnosticada com depressão ao longo da vida”. Considerando as suas consequências negativas e prevalência, intervenções para controlar esta condição são importantes. Investigações recentes demonstraram que intervenções dietéticas podem ser usadas como parte do plano de tratamento para depressão. A adoção de comportamentos alimentares saudáveis, como seguir recomendações alimentares, consumir uma dieta anti-inflamatória, comer peixe, evitar alimentos processados e obter vitaminas e minerais adequados, foi associada a um risco reduzido de depressão. Noutro estudo, os investigadores descobriram que dietas ricas em frutas, vegetais, grãos integrais, peixes, azeite de oliva, laticínios com baixo teor de gordura e antioxidantes também estavam associadas a um risco reduzido de depressão.

### Ansiedade
De acordo com a Associação Americana de Psicologia, a ansiedade é uma emoção caracterizada por sentimentos de tensão, pensamentos preocupados e comportamentos físicos. Os transtornos de ansiedade são a forma mais comum de transtornos mentais. Embora haja uma infinidade de opções disponíveis para tratar transtornos de ansiedade, as intervenções nutricionais são uma via que se mostrou útil. A literatura científica demonstrou que o consumo de antioxidantes, proteínas adequadas e níveis mais elevados de vitamina B-6 podem ajudar a diminuir os sintomas de ansiedade. Por outro lado, dietas ricas em gordura e açúcares refinados têm sido associadas a níveis aumentados de ansiedade.

### TDAH
O transtorno de défice de atenção e hiperatividade ou TDAH é um transtorno do neurodesenvolvimento que se caracteriza por dificuldade em prestar atenção, dificuldade em controlar comportamentos impulsivos e/ou hiperatividade. Descobertas recentes no campo da psicologia nutricional mostraram que intervenções nutricionais podem ajudar a controlar os sintomas do TDAH. Uma revisão da literatura descobriu que a administração de micronutrientes, ácidos graxos ou probióticos não é benéfica. No entanto, a eliminação de certos alimentos, adaptados às intolerâncias individuais, pode ajudar a controlar os sintomas em crianças e adolescentes. Embora a ingestão de certos alimentos seja benéfica para pessoas com TDAH, uma alta ingestão de açúcares refinados e gordura saturada pode piorar os sintomas do TDAH.

### Cognição
À medida que os indivíduos envelhecem, eles experimentam declínios em alguns aspetos do funcionamento cognitivo, incluindo velocidade de pensamento, multitasking e memorização de informações. Foi demonstrado que adotar práticas alimentares saudáveis reduz alguns dos declínios cognitivos que acompanham o envelhecimento. Por exemplo, dietas ricas em antioxidantes, azeite e nozes demonstraram reduzir vários aspetos do declínio cognitivo. Baixos níveis de proteína também podem causar comprometimento cognitivo leve. Em contraste, ter níveis elevados de certos macronutrientes também pode levar a um ligeiro declínio cognitivo. Por exemplo, níveis elevados de ingestão de proteínas e gorduras podem causar problemas à medida que envelhecemos. No entanto, ter uma ingestão adequada de macronutrientes pode levar a sentimentos de satisfação quando se trata de foco e concentração.

## Na cultura popular
O documentário de 2004, Super Size Me, dirigido e estrelado por Morgan Spurlock, foca nas maneiras pelas quais a indústria de fast food na América está a influenciar a maneira como as pessoas, especialmente as crianças, veem a nutrição.